# 贝恩德·坎嫩贝格
贝恩德·坎嫩贝格（德語：Bernd Kannenberg，1942年8月20日—2021年1月13日），德国男子田径运动员。他曾代表西德参加1972年和1976年夏季奥林匹克运动会田径比赛，其中1972年奥运会获得一枚金牌。